# Danilo Gregović
Danilo Gregović (rođen travanj, 1956.) pravnik, odvjetnik, član Hrvatske odvjetničke komore od 1992. 
Sudac (1981 – 1983), predsjednik suda (1983 – 1987) u Općinskom sudu u Pregradi. Zamjenik okružnog javnog tužitelja u Zagrebu, (1987 – 1992). Nakon proglašenja neovisnosti Hrvatske, šef kabineta prvog hrvatskog ministra vanjskih poslova. Za vrijeme koalicijske vlade, na prijedlog jednog koalicijskog partnera, bio kandidatom za Državnog odvjetnika RH (2000-2004). Kolumnist magazina „Globus“ („Od pravde do nepravde“, 1990-1992) gdje je pisao između ostalog i protiv Tuđmanove administracije. Autor velikog broja članaka u „Zakonitosti“, „Danasu“, „Zapadu“ i „Vjesniku“. Jednoglasno izabran za predsjednika Odbora za zaštitu ljudskih prava uhićenih Virovitičana   Arhivirana inačica izvorne stranice od 12. travnja 2019. (Wayback Machine) koji su bili uhićeni od strane vlasti tadašnje JNA pod optužbom da su krijumčarili oružje, na samom početku rata u Hrvatskoj. Odbor je organizirao masovna okupljanja građana i proteste pred zgradom tadašnjeg Vojnog suda u Gajevoj ulici.
Napisao Hrvatski kazneni zakon (Informator, 1990) i Hrvatsko kazneno procesno pravo(Informator, 1991).